# Ferme du Maipas
La ferme du Maipas est une maison forte du tout début du XVIIe siècle située dans la commune française de Prez dans le département des Ardennes en région Grand Est. C'est un logis d'architecture classique, construit au sortir de la Renaissance, et surmonté d'un toit de taille impressionnante.
Il est situé dans les vallonnements de la Thiérache ardennaise, sur la D34, entre Prez et Logny-Bogny. 

## Histoire
À la fin du XVIe siècle, le fief du Mapas ou Mespas appartient à la famille Brodart, et notamment à un maître des forges, Nicolas Brodart, époux de Marie Simonnet, elle-même issue d'une grande famille bourgeoise de Rethel. 
Un seigneur écossais, Charles de Douglas, seigneur d'Arrancy épouse la descendante de Nicolas Brodart et Marie Simonnet, Française Brodart et habite le Maipas. C'est ce Charles de Douglas qui est le plus souvent cité comme le constructeur de ce logis.
Son fils Charles Archanbault de Douglas vend ses terres en Thiérache, et le logis du Maipas devient la propriété de la famille Piermez, qui y habite. Leur succèdent Claude de Saint-Yves, garde général des poudres et salpêtres, puis, au XIXe siècle, le baron Jacques Louis Hulot.
Le Maipas a perdu assez vite sa vocation de logis pour devenir le siège d'une importante exploitation agricole, mais a gardé son intégrité architecturale et a été épargné par les conflits.
L'édifice est inscrit au titre des monuments historiques en 1926.
Le bâtiment est visible de l'extérieur mais ne se visite pas. C'est une propriété privée.

## Architecture
La demeure a sans doute été construite pendant le règne de Louis XIII.
L'entrée se fait par un porche charretier en anse de panier, avec à sa droite une porte piétonne. Ces deux portes sont encadrées de pierres appareillées et la porte piétonne est surmontée de pierres telles des boulets encastrées. 
Lorsqu'on passe cette entrée, le bâtiment principal fait face. Il est encadré de quatre pavillons carrés, au toit en losange et en pointe à la manière de bastions. La bâtisse et les quatre pavillons sont sur deux niveaux uniquement, avec d'étroites fenêtres rectangulaires, sous une corniche à petits modillons formant une ceinture continue englobant l'ensemble. Le corps principal est surmonté d'un toit dont les combles sont impressionnants. 
Un perron précède la porte d'entrée légèrement décentrée vers la gauche et prise dans un encadrement classique surmonté d'un tableau de pierres noires, et d'un second tableau accompagné de boulets traités en demi-relief. C'est un des rares éléments décoratifs dans une façade très sobre. Les fenêtres portent la trace de barreaux qui les protégeaient. Des vestiges de fossés peuvent être observés.
À droite du bâtiment principal, un mur rejoint un pavillon rectangulaire séparé, qui subsiste d'autres constructions